# Salisbury, Maryland
Salisbury är en stad i Wicomico County i delstaten Maryland, USA med 23 743 invånare (2000). Den har enligt United States Census Bureau en area på 29,6 km². Salisbury är administrativ huvudort (county seat) i Wicomico County. 